# Elezioni presidenziali in Lituania del 1993
Le elezioni presidenziali in Lituania del 1993 si tennero il 14 febbraio.

## Risultati
| Algirdas Brazauskas | Partito Democratico del Lavoro di Lituania | 1 212 075 | 61,06 |  |  |  |  |  |
| Stasys Lozoraitis   | Indipendente                               | 772 922   | 38,94 |  |  |  |  |  |
| Totale              | Totale                                     | 1 984 997 | 100   |  |  |  |  |  |
|                     |                                            |           |       |  |  |  |  |  |
| Voti non validi     | Voti non validi                            | 34 018    | 1,68  |  |  |  |  |  |
| Votanti             | Votanti                                    | 2 019 015 | 78,62 |  |  |  |  |  |
| Elettori            | Elettori                                   | 2 568 016 |       |  |  |  |  |  |